# عبقة سندويشية
عبقة سندويشية (الاسم العلمي:Osmanthus sandwicensis) هي نوع من النباتات تتبع جنس العبقة من الفصيلة الزيتونية. سمي هذا النوع نسبةً إلى منطقة سندويش.